# Francisco Rivera Miltos
Francisco Rivera Miltos (Asunción, 15 maggio 1952) è un ex calciatore paraguaiano, di ruolo centrocampista.

## Carriera

### Club
Ha giocato nella massima serie del campionato paraguaiano con varie squadre.

### Nazionale
Dal 1975 al 1981 ha giocato 13 partite con la Nazionale paraguaiana, prendendo parte alla Copa América 1975.